# 野口岡治
野口 岡治（のぐち おかじ、1924年〈大正13年〉9月21日 - 1996年〈平成8年〉8月20日）は、日本の政治家、千葉県富津市長（1期）。元千葉県議会議員（自由民主党）。

## 来歴
千葉県出身。旧制木更津中学校を経て、明治大学商学部卒。豊橋第二陸軍予備士官学校に入るが、終戦により閉校。戦後、陸上自衛隊に入り、一等陸尉に進む。南房総開発(株)代表取締役、木更津信用金庫理事、(株)南房総クラブ代表取締役を務めた。
政界では君津郡天羽町（のち富津町を経て、富津市）議会議員、同町長となり、千葉県議会議員を5期務め、議長を務めた。また、自民党千葉県連副幹事長、政調会長、総務会長などを務めた。1991年に落選。1995年、富津市長選挙に立候補し、初当選する。市長を1期務め、在任中の1996年に死去した。
このほか湊町（のち天羽町→富津町、現・富津市）教育委員、商工会湊支部長、君津郡国保連合会会長などを歴任した。
1986年に藍綬褒章、1994年に勲四等旭日小綬章を受章。死去後に従五位が授与された。